# Sonata per a piano núm. 1 (Chopin)

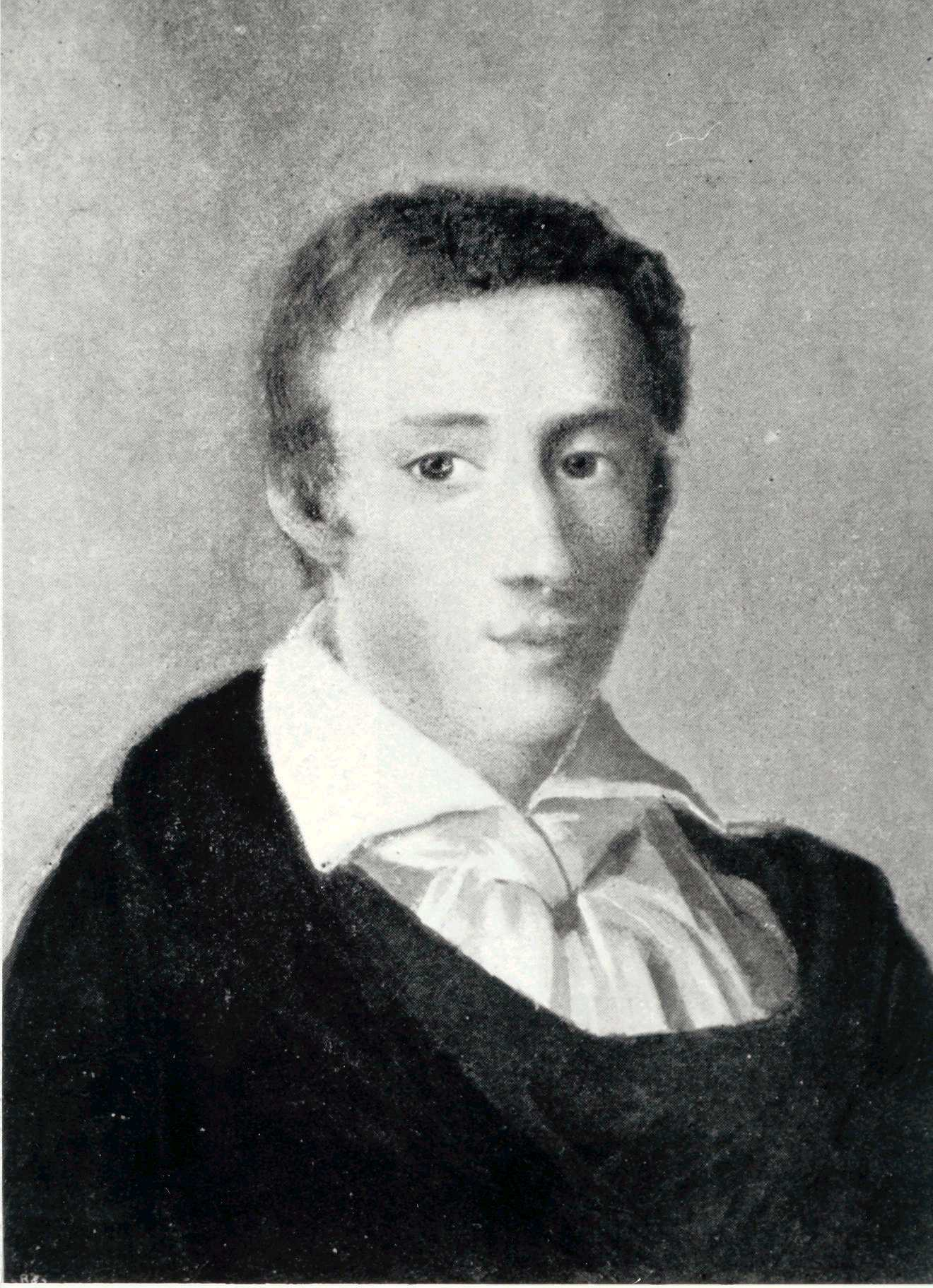
Chopin, en 1829, un any després d'haver compost la seva Sonata per a piano, núm. 1

La Sonata per a piano núm. 1 en do menor, op. 4, és una obra per a piano de Frédéric Chopin composta el 1828 (probablement la va començar al voltant del mes de juliol). La va escriure en l'època que Chopin estudiava amb Józef Ksawery Elsner, a qui està dedicada la sonata. Tot i tenir un nombre d'opus primerenc, la sonata no es va publicar fins al 1851, dos anys després de la mort de Chopin,; ho va fer Tobias Haslinger a Viena. Aquesta sonata ha estat subestimada, tant en termes de dificultat musical com de qualitat. De les obres de Chopin, aquest és una de les menys enregistrades.

## Estructura
La sonata consta de quatre moviments:
- Allegro maestoso, en do menor. Té l'estructura de forma sonata. Ja només en el tractament de les relacions tonals aquest moviment trenca amb la tradició - el segon grup temàtic està també en do menor, com el primer grup, de manera que el dramàtic contrast de tonalitats que alguns autors identifiquen com el nucli de la forma sonata no existeix. D'altra banda, la recapitulació comença en la llunyana tonalitat si bemoll menor i el segon tema apareix en sol menor.
- Menuetto, en mi bemoll major. Aquest és l'únic minuet que es conegui que va escriure Chopin.[4]
- Larghetto en la bemoll major. Aquest moviment està en compàs de 5/4, molt rar en les peces de l'època. La tercera pulsació de cada compàs porta un accent secundari, que està marcat explícitament en certs compassos. James Huneker, en la seva introducció a la publicació americana de 1895 de l'edició Mikuli de l'obra, anomena aquesta característica inusual com una "innovació fallida."
- Finale: Presto. És el final de sonata més llarg de totes les sonates per a piano de Chopin.